# Гримшиц, Бруно
Бруно Гри́мшиц (нем. Bruno Grimschitz; 23 апреля 1892, Мосбург, Каринтия — 13 июня 1964, Вена) — австрийский искусствовед и музейный работник.

## Биография
С 1910 года Бруно Гримшиц изучал искусствоведение в Венском университете под руководством Макса Дворжака и работал в Институте по исследованиям истории Австрии. В 1914—1918 годах воевал офицером на фронтах Первой мировой войны. В 1918 году защитил диссертацию по теме «Художественное развитие Иоганна Лукаса фон Хильдебрандта». С 1919 года работал научным ассистентом в Австрийской галерее Бельведер в Вене, в 1928 году получил должность куратора. В 1932 году хабилитировался в Венском техническом университете, в 1937 году — в Венском университете. В 1939—1945 годах Гримшиц занимал должность директора Австрийской галереи, а в 1940—1941 годах руководил также картинной галереей в венском Музее истории искусств.
Во время Второй мировой войны Бруно Гримшицу удалось сохранить произведения так называемого «дегенеративного искусства» в фондах руководимых им музеев. Хубертус Чернин считал, что при национал-социалистах Гримшиц играл главную роль в ариизации венских частных коллекций. Оба музея под его руководством существенно пополнили свои коллекции. В 1944 году Гримшиц был назначен экстраординарным профессором Венского университета. После войны Гримшиц лишился всех постов. Гримшицу восстановили его право на преподавательскую деятельность в 1956 году, он опубликовал несколько научных работ, преимущественно по венскому барокко и австрийскому искусству XIX века.

## Публикации
- Das Wiener Belvedere. Hölzel, Wien 1920.
- Joh. Lucas von Hildebrandts künstlerische Entwicklung bis zum Jahre 1725. Hölzel, Wien 1922.
- Johann Lucas von Hildebrandts Kirchenbauten. Filser, Augsburg 1929.
- Das Belvedere in Wien. Wolfrum, Wien 1946.
- Wiener Barockpaläste. Wiener Verlag, Wien 1947.
- Ferdinand Georg Waldmüller. Welz, Salzburg 1957.
- Die Altwiener Maler. Wolfrum, Wien 1961.
- Österreichische Maler vom Biedermeier zur Moderne. Wolfrum, Wien 1963.